# Neoepicorsia
Neoepicorsia és un gènere d'arnes de la família Crambidae.

## Taxonomia
- Neoepicorsia claudiusalis (Walker, 1859)
- Neoepicorsia confusa Munroe, 1964
- Neoepicorsia daucalis Munroe, 1964
- Neoepicorsia furvulalis Munroe, 1978
- Neoepicorsia fuscalis Munroe, 1978
- Neoepicorsia submundalis (Dognin, 1905)
- Neoepicorsia tuisalis (Schaus, 1912)